# Burnaby-Nord—Seymour
Circonscription électorale fédérale du Canada
Burnaby-Nord—Seymour ((en) Burnaby North—Seymour) est une circonscription électorale fédérale de la Colombie-Britannique  (Canada). Elle est créée lors du redécoupage électoral de 2012 et représentée pour la première fois lors des élections générales de 2015. Elle comprend une partie de la ville de Burnaby et une partie de la municipalité de district de North Vancouver ainsi que les réserves indiennes de Seymour Creek et de Burrard Inlet.
Lors du redécoupage électoral de 2022, la circonscription perd une portion de son territoire au sud  au profit de Burnaby Central mais s'agrandit au nord-est sur North Vancouver—Capilano.
Depuis le redécoupage de 2022, les circonscriptions limitrophes sont
- au nord et à l'ouest : North Vancouver—Capilano
- au nord-est : Coquitlam—Port Coquitlam
- à l'est : Port Moody—Coquitlam
- au sud : Burnaby Central
- au sud-ouest : Vancouver-Est[5].

## Députés
| Législature                                                                      | Années        | Député | Député      | Parti   |
| -------------------------------------------------------------------------------- | ------------- | ------ | ----------- | ------- |
| Burnaby-Nord—Seymour issue d'une partie de Burnaby—Douglas et de North Vancouver |               |        |             |         |
| 42e                                                                              | 2015–2019     |        | Terry Beech | Libéral |
| 43e                                                                              | 2019–2021     |        | Terry Beech | Libéral |
| 44e                                                                              | 2021–2025     |        | Terry Beech | Libéral |
| 45e                                                                              | 2025–en cours |        | Terry Beech | Libéral |

## Résultats électoraux
|       | Candidat             | Parti              | # de voix | % des voix |
|       | Mike Little          | Conservateur       | +14 612,  | 27,84 %    |
|       | Terry Beech          | Libéral            | +18 938,  | 36,09 %    |
|       | Carol Baird Ellan    | NPD                | +15 537,  | 29,61 %    |
|       | Lynne Quarmby        | Vert               | +02 765,  | 5,27 %     |
|       | Brent Jantzen        | Communiste         | +00126,   | 0,24 %     |
|       | Brian Sproule        | Marxiste-léniniste | +00043,   | 0,08 %     |
|       | Chris Tylor          | Parti libertarien  | +00252,   | 0,48 %     |
|       | Helen Hee Soon Chang | Indépendant        | +00207,   | 0,39 %     |
| Total | Total                | Total              | 52 480    | 100 %      |